# Slot van Koningsbergen

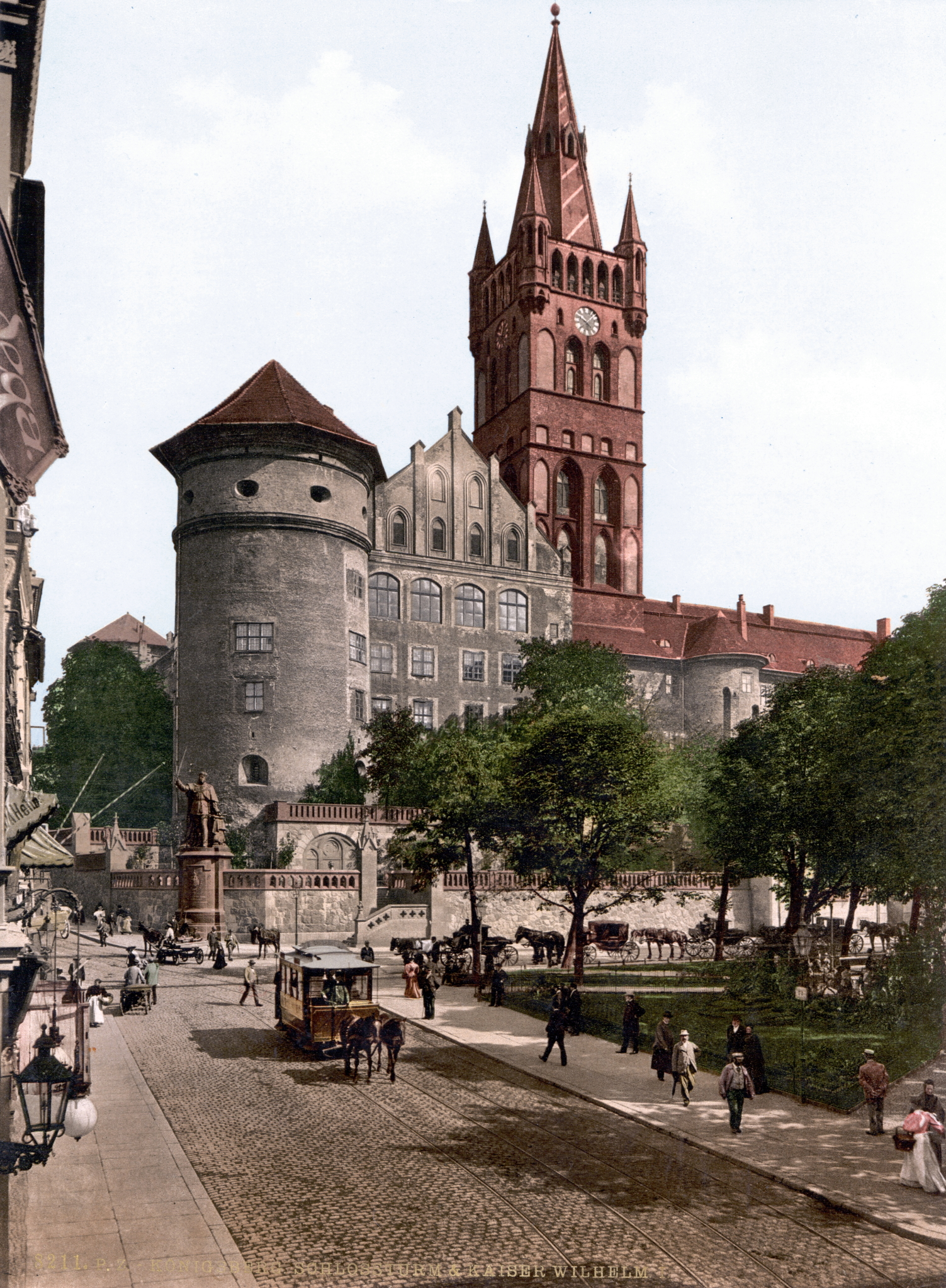
Het Slot van Koningsbergen tussen 1890 en 1900

Het Slot van Koningsbergen (Duits: Königsberger Schloss) was een bekend kasteel in de Oost-Pruisische hoofdstad Koningsbergen (de huidige stad Kaliningrad). 
Het kasteel werd aan het eind van de Tweede Wereldoorlog grotendeels verwoest. De restanten werden in 1968 opgeblazen en vervangen door een groot plein ("centraal plein" - het ligt echter ten zuidwesten van het stadscentrum). Direct ten oosten van dit plein is later het Huis van de Sovjets gebouwd.

## Geschiedenis
De ridders van de Duitse Orde veroverden het gebied rond Koningsbergen in 1255. Er stond een houten fort in het dorpje Twangste, dat twee jaar later vervangen werd door een stenen kasteel. 
Van de 16de tot de 18de eeuw werd het slot uitgebreid. Aanvankelijk was het de residentie van de grootmeesters van de Duitse orde, later van de heersers van Pruisen.
Na de bombardementen op Koningsbergen door de Royal Air Force in 1944 brandde het kasteel helemaal uit. Dankzij de dikte van de muren bleef het gebouw echter wel overeind staan. Het grotendeels verwoeste Koningsbergen kwam na de oorlog aan de Sovjet-Unie en in 1946 werd de stad herdoopt in Kaliningrad.
De stad moest heropgebouwd worden als modelstad zonder herinneringen aan het Duitse verleden. Leonid Brezjnev beval tot de afbraak van de ruïne om de herinnering aan de Duitsers nog verder uit te wissen. Ondanks protesten van studenten en intellectuelen van Kaliningrad, werd de ruïne in 1968 afgebroken.
Het Huis van de Sovjets dat er vervolgens werd gebouwd, kreeg tijdens de bouw in de jaren 1980 te maken met verzakkingen, doordat ondergrondse tunnels onder het voormalige kasteel instortten onder de druk. Dit wordt door sommigen ook wel gekscherend de "wraak van de Pruisen" genoemd. Het gebouw werd als dolgostroj ('onafgemaakt bouwwerk') uiteindelijk pas in 2005 – voor een bezoek van president Poetin – aan de buitenzijde voltooid. Van binnen is het echter nog steeds onafgebouwd.